# Kwela
Kwela is een Zuid-Afrikaans muziekgenre afgeleid van de marabi, maar met gemakkelijke volkswijsjes en met zelfgemaakte fluitjes en andere goedkope instrumenten.